# Marina Zablith
Marina Aranha Zablith (São Paulo, 4 de março de 1987) é uma jogadora brasileira de polo aquático.

## Carreira
Foi integrante da seleção nacional que disputou o Campeonato Mundial de Esportes Aquáticos de 2011 em Xangai, na China, e o Mundial de Kazan 2015.
Em 2016 esteve representando a equipe que competiu nos Jogos Olímpicos do Rio e finalizou em oitavo lugar.